# Brooke Daniels
Brooke Daniels (nacida el 30 de junio de 1986) es una reina de belleza y modelo de Tomball, Texas que compite en el Miss USA 2009.
Daniels ganó el título de Miss Texas USA 2009 en el certamen estatal celebrado en Laredo el 29 de junio de 2008. Ella sucedió a la Miss USA 2008 Crystle Stewart como la ganadora del certamen del Miss Texas USA.  Daniels anteriormente había quedado como primera finalista a Stewart en el Miss Texas USA 2008, y tercera finalista en el Magen Ellis Miss Texas USA 2007.  Ella también quedó como semifinalista en el Miss Texas Teen USA 2004, también ganado por Ellis.  Ella quedó empatada como Miss Fotogenica otorgado en el Miss Texas USA 2008, y lo ganó en el Miss Texas USA 2009. Además de competir en el certamen estatal, Daniels participó numerosas veces en el Miss Houston Teen USA y Miss Houston USA, ganando ese última en 2007.  Daniels representó a Texas en el Miss USA 2009, quedando en el top 10 en la cual fue celebrado el 19 de abril de 2009 en Las Vegas, Nevada.
Daniels estudia comunicaciones en la Universidad Estatal Sam Houston.